# 1526

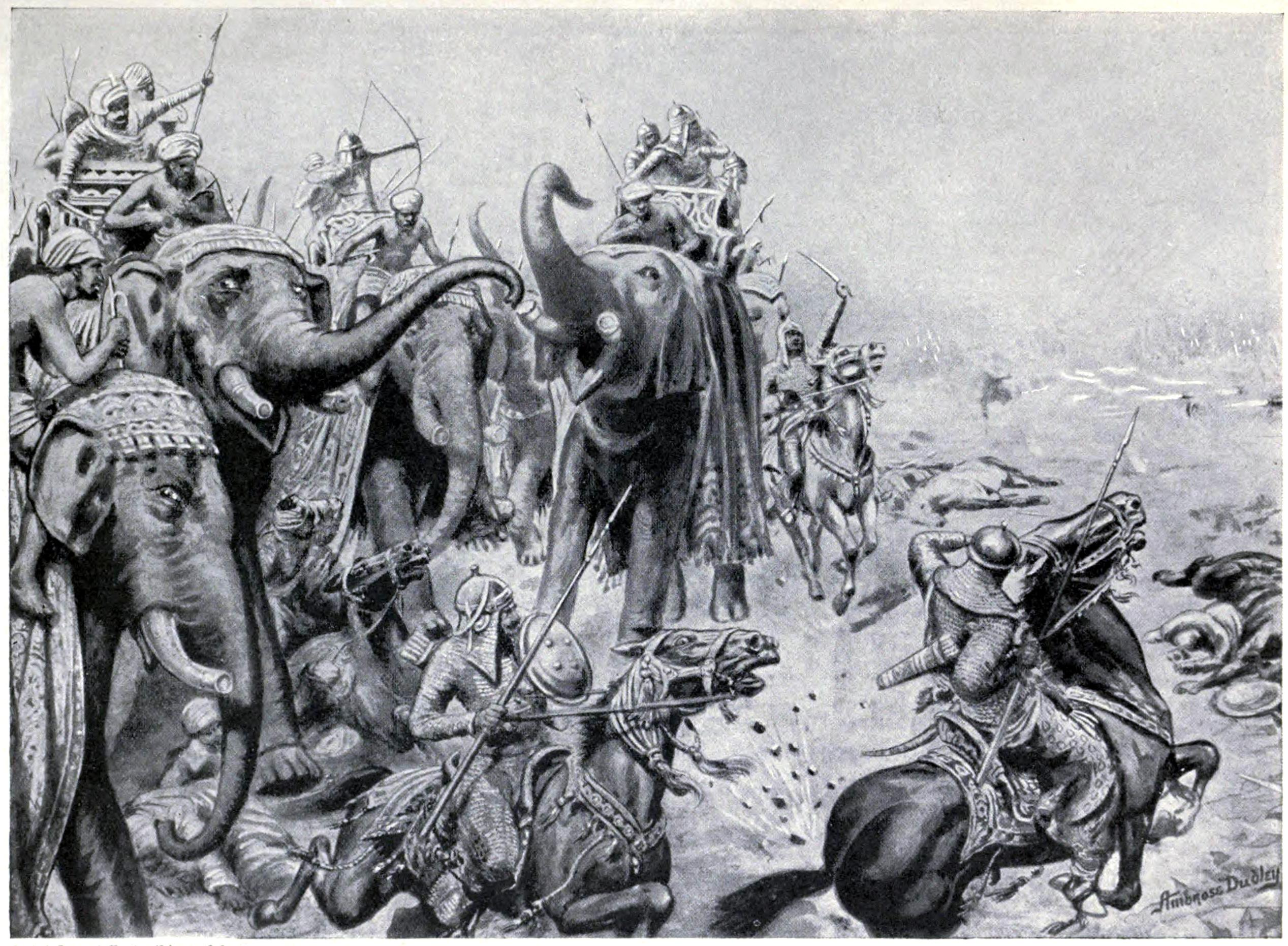
De Slag bij Panipat, die leidt tot de stichting van het Mogolrijk

Het jaar 1526 is het 26e jaar in de 16e eeuw volgens de christelijke jaartelling.

## Gebeurtenissen
januari
- 14 - Vrede van Madrid: Frans I van Frankrijk wordt gedwongen zijn aanspraken op Milaan, Napels, Franche-Comté, Kroon-Vlaanderen en Artesië op te geven. Hij zal trouwen met Eleonora van Oostenrijk.

maart
- 1 - Albrecht van Pruisen trouwt met Dorothea van Denemarken.
- 6 - Frans I komt vrij op betaling van een groot losgeld.
- 10 - Karel V treedt in het huwelijk met Isabella van Portugal.
- 22 - Frans I verklaart zich niet gebonden aan de Vrede van Madrid omdat het onder dwang getekend was.

april
- 21 - Slag bij Panipat: De Mongoolse vost Babur verslaat de sultan van Delhi Ibrahim Lodhi. Het noordwesten van Voor-Indië valt grotendeels in handen van Babur, die het Mogolrijk sticht en zijn hoofdstad vestigt in Agra.

mei
- 22 - Liga van Cognac: Verbond tussen de Kerkelijke Staat, Frankrijk, Venetië, Milaan en Florence gericht tegen Karel V. Ook Engeland behoort tot het verbond, hoewel het het niet ondertekent.

juli
- 8 - Slag bij Nashinokidaira: Overwinning van Takeda op Hojo.

augustus
- 1 - Huwelijk van Ferdinand van Aragon en Germaine van Foix
- 21 - De Spaanse zeevaarder Alonso de Salazar ontdekt de Marshalleilanden.
- 29 - Slag bij Mohács: De Ottomanen brengen onder Suleyman I het Hongaarse leger een vernietigende nederlaag toe. Koning Lodewijk II van Hongarije sneuvelt. Het grootste deel van Hongarije valt in Ottomaanse handen.
- augustus - Verdrag van Hampton Court: Verdrag tussen Frankrijk en Engeland.

september
- 29 - De conquistador Lucas Vásquez de Ayllón gaat met 500 mannen aan wal bij het huidige Winyah Bay, in wat nu South Carolina is, en sticht een kortlevende kolonie.

november
- 21 - Huwelijk van Filips van Horne en Clara van Renesse

december
- december - Beleg van Kamakura: De Uesugi veroveren Kamakura op de Hojo en branden een groot deel van de stad plat.

zonder datum
- Ragusa erkent de Ottomaanse heerschappij.
- Op de Rijksdag van Spiers wordt bepaald dat elke Duitse vorst zelf zijn binnenlandse geloofszaken mag regelen.
- Hendrik II van Navarra huwt Margaretha van Valois.
- Opstand van Espadán: Spaanse Moren die de gedwongen bekering verwerpen, vluchten naar de Sierra de Espadán, waar ze Zelim Almanzor tot koning uitroepen. De opstand wordt nog hetzelfde jaar neergeslagen.
- Sebastian Cabot verkent de oostkust van Zuid-Amerika. Hij bouwt een fort bij Rio de la Plata, en vaart de Paraguay op op zoek naar een goudland, ongetwijfeld het Incarijk.
- Vasili III van Moskou scheidt van zijn vrouw Solomonida Saburova en hertrouwt met Elena Glinskaya.
- Reformatie in Anhalt-Köthen en Bernburg.
- Stichting van Banjarmasin.
- De Portugezen bouwen Fort Victoria op Ambon.
- Karel van Gelre lost de pandsom voor de heerlijkheid Bredevoort af, waardoor deze weer in Gelders bezit komt.
- De Oudemanspolder wordt ingedijkt.

## Beeldende kunst

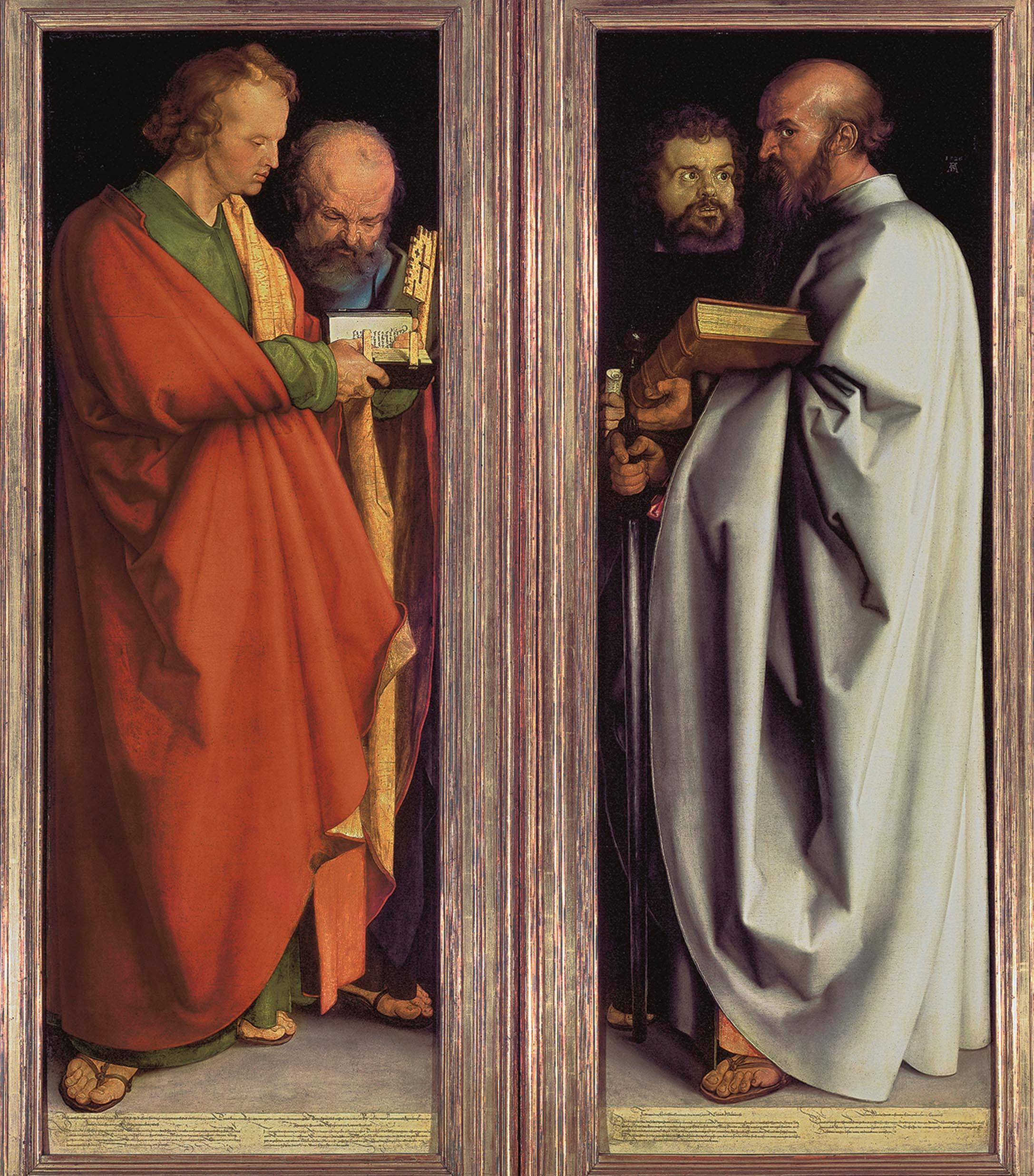
Albrecht Dürer: De vier apostelen
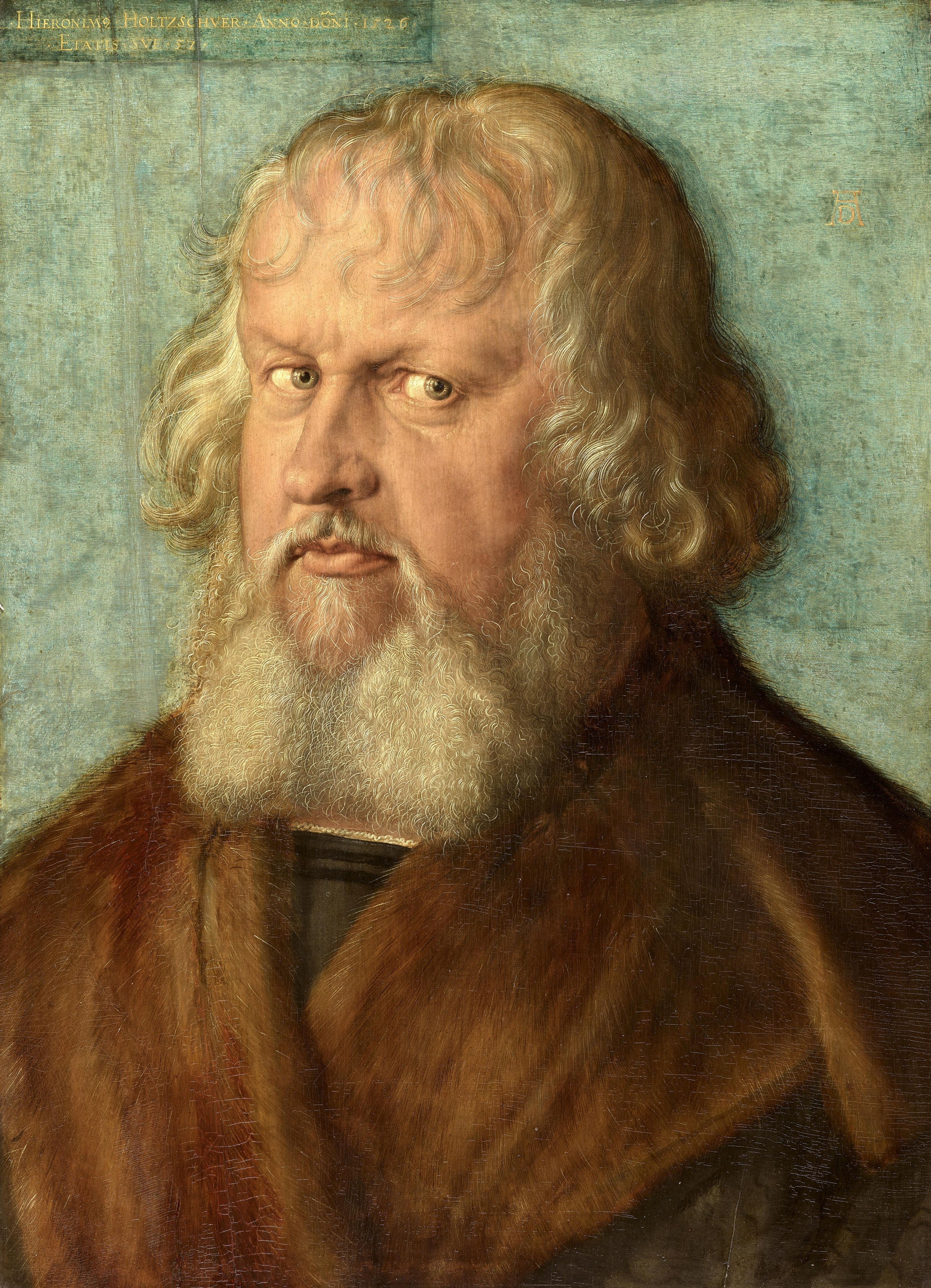
Albrecht Dürer: Portret van Hieronymus Holzschuher
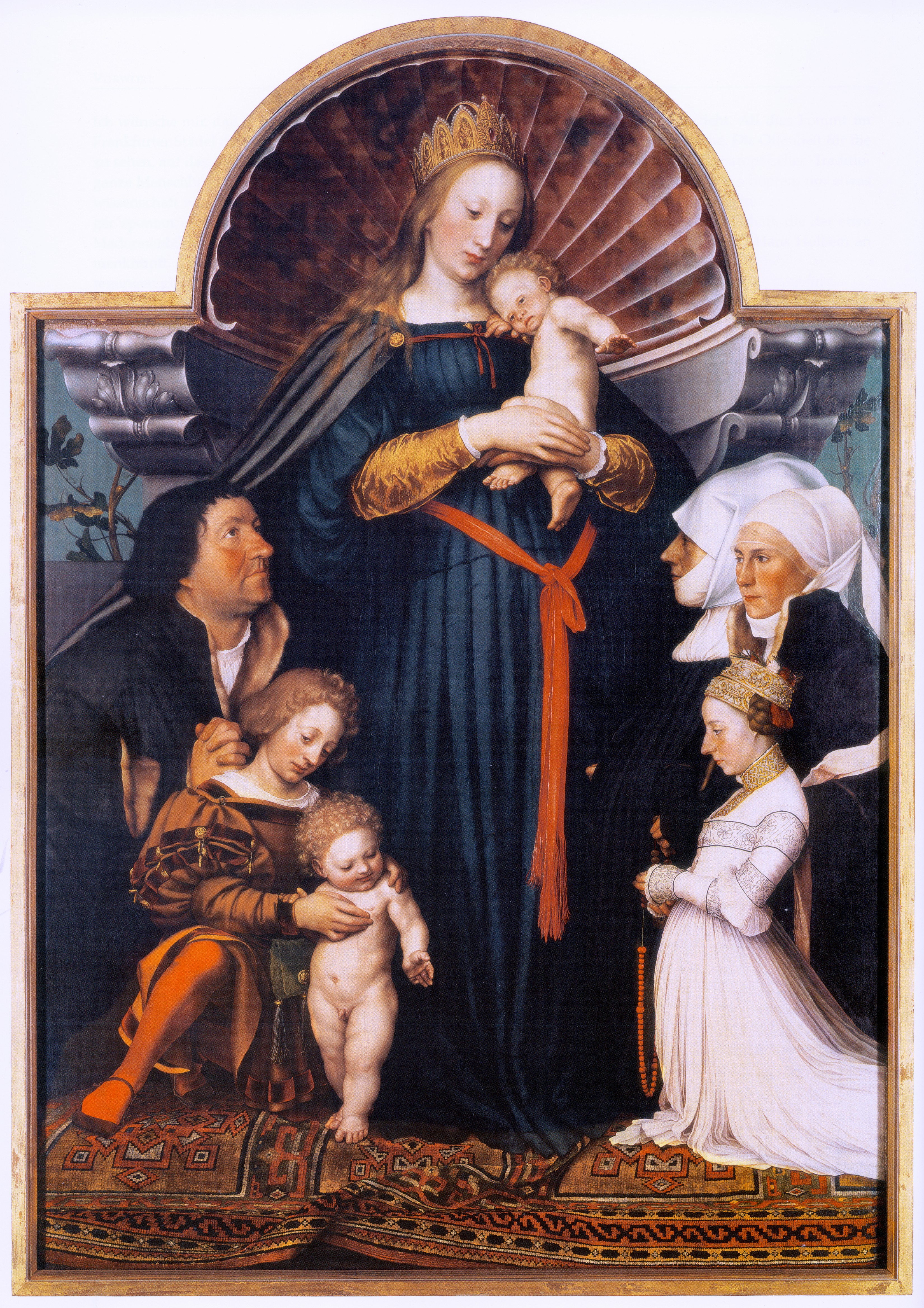
Hans Holbein de Jongere: Madonna van Darmstadt
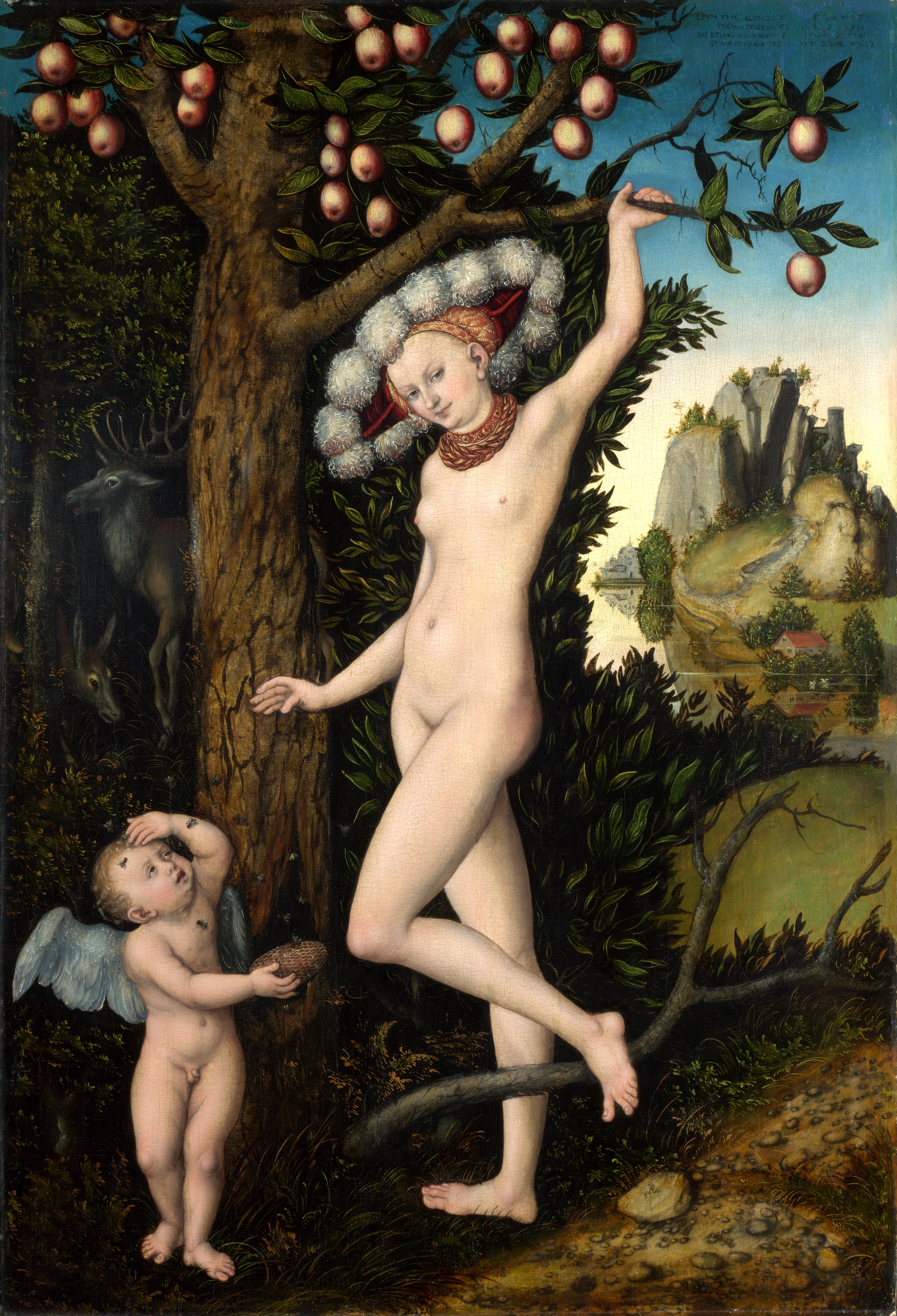
Lucas Cranach de Oudere: Venus en Cupido
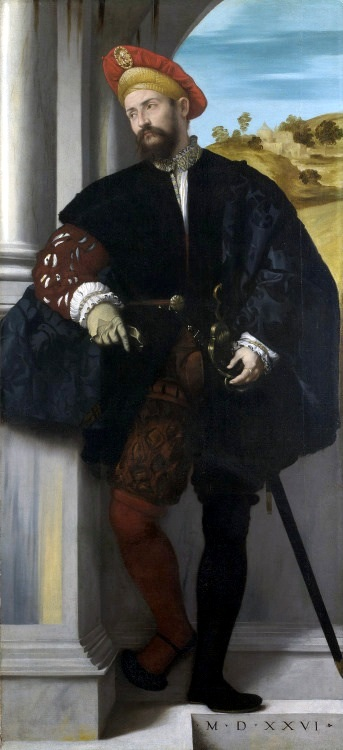
Moretto da Brescia: Portret van een man ten voeten uit
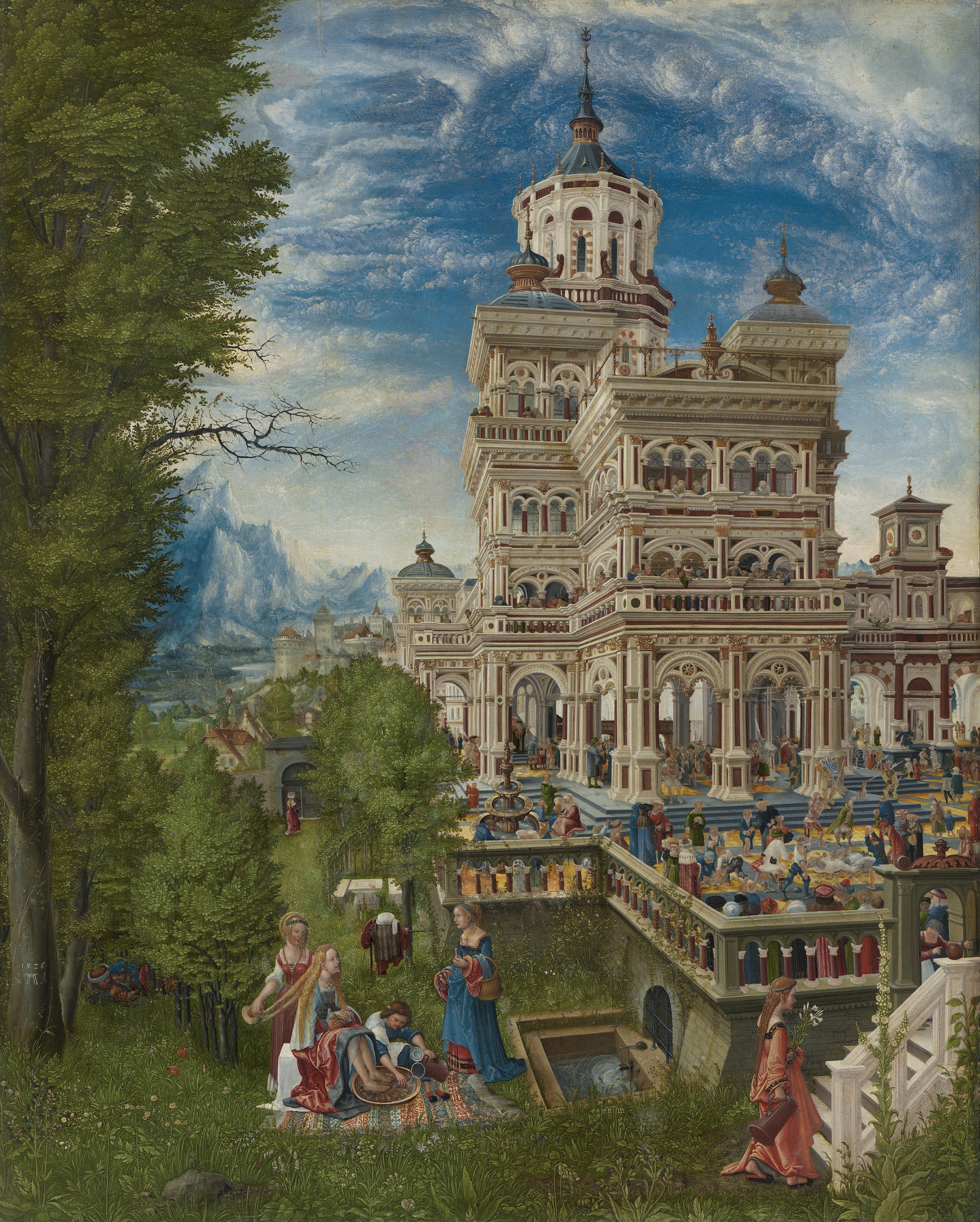
Albrecht Altdorfer: Susanna en de oudsten

## Opvolging
- Azteken (hueyi tlahtoani) - Diego Velázquez Tlacotzin opgevolgd door Andrés de Tapia Motelchiuh
- Hongarije en Bohemen - Lodewijk II opgevolgd door zijn zwager Ferdinand I van Oostenrijk
- Ifriqiya (Hafsiden) - Muhammad IV opgevolgd door Muhammad V
- Japan - Go-Kashiwabara opgevolgd door zijn zoon Go-Nara
- Montbéliard - Ulrich van Württemberg opgevolgd door zijn halfbroer George I van Württemberg
- Schaumburg en Holstein-Pinneberg - Anton opgevolgd door zijn broer Johan IV
- Schwarzburger Unterherrschaft - Hendrik XXXI opgevolgd door zijn zoon Günther XL

## Afbeeldingen

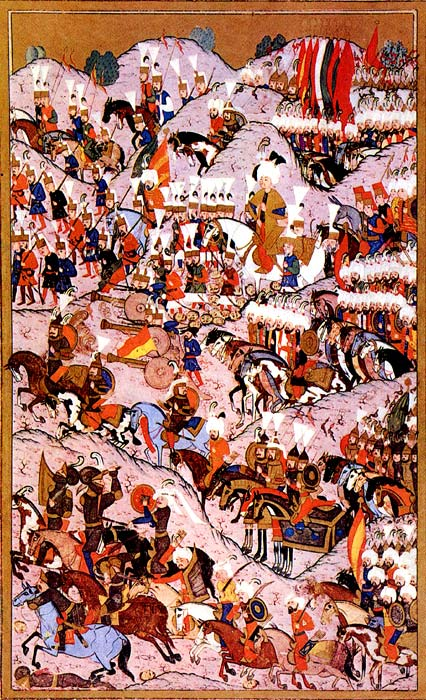
Slag bij Mohács
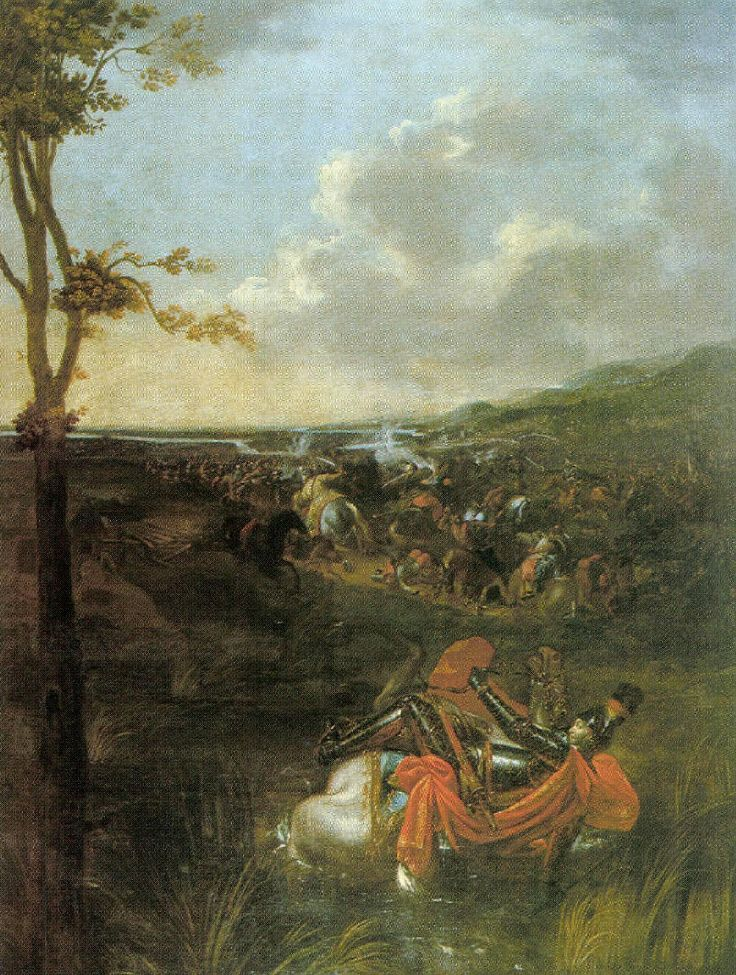
Lodewijk II van Hongarije sneuvelt
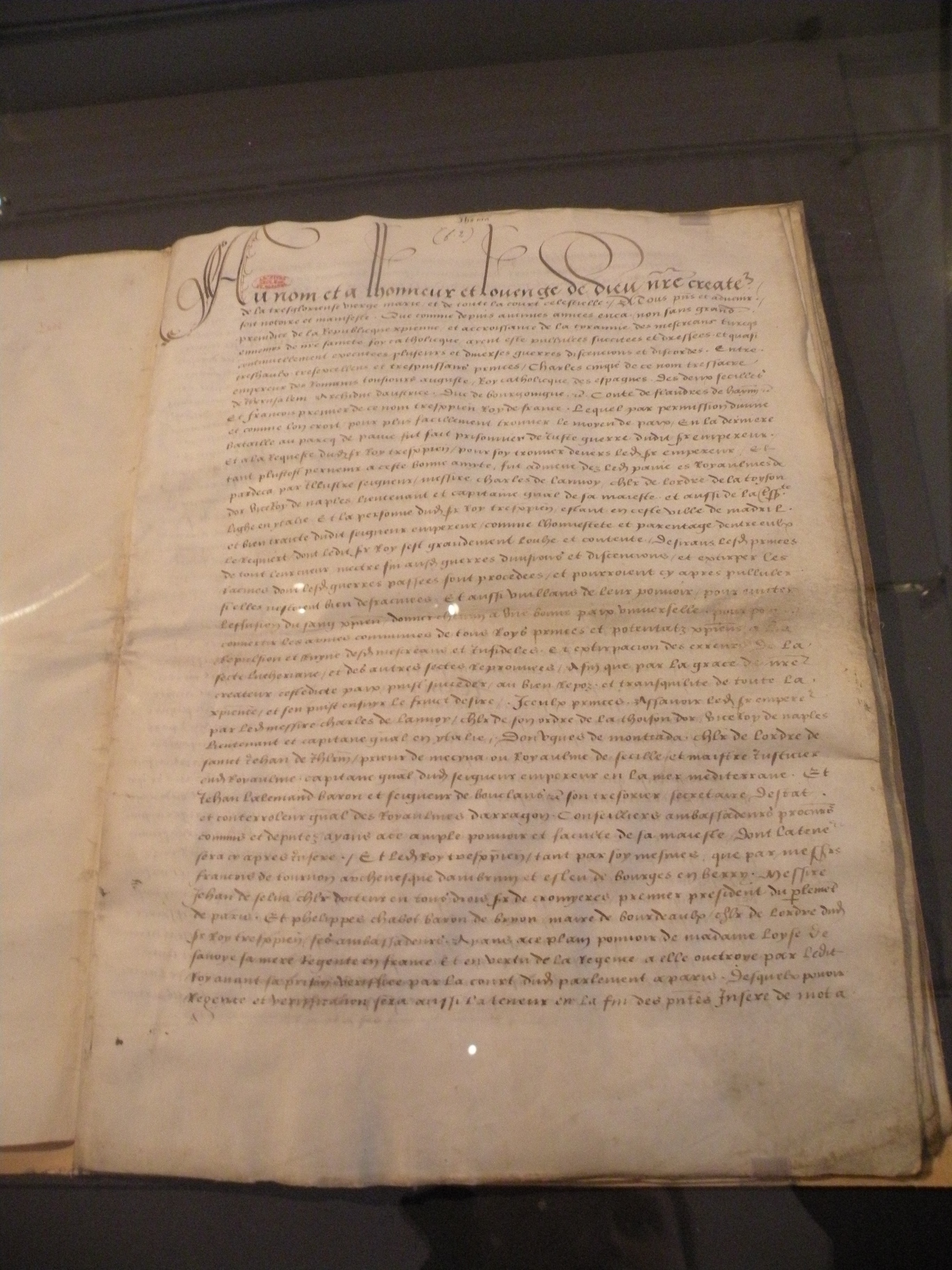
Vrede van Madrid
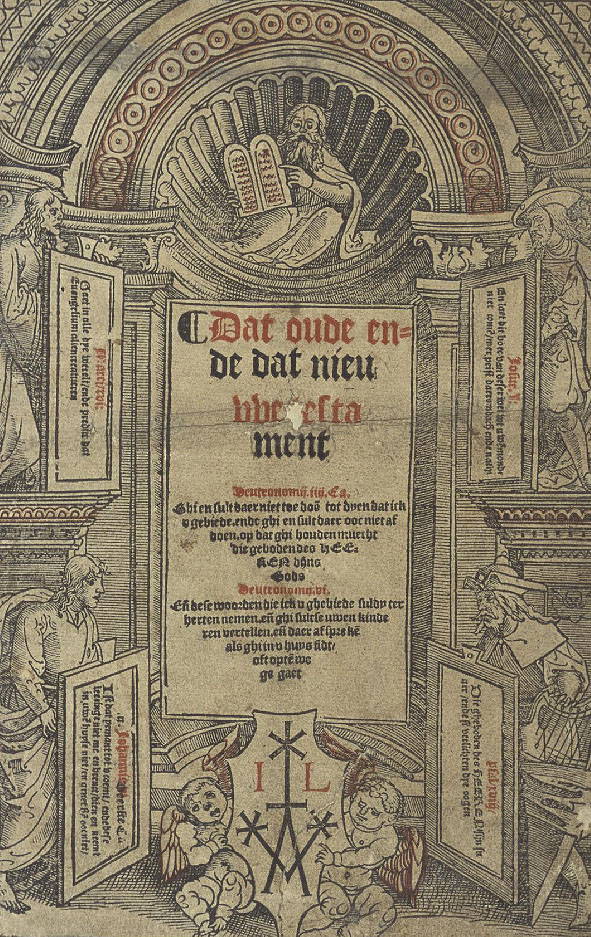
Titelpagina van de Liesveltbijbel
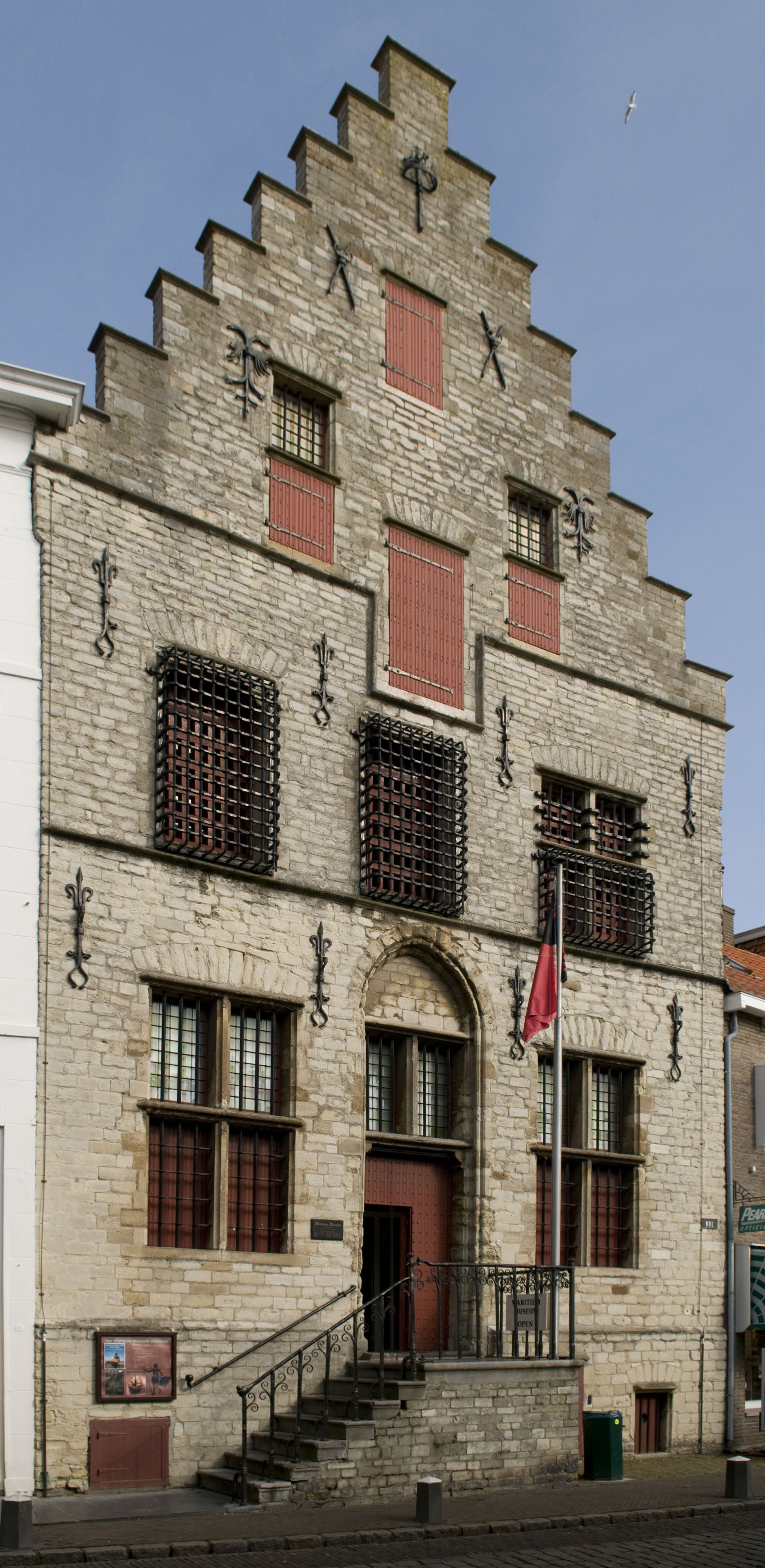
Het Gravensteen, Zierikzee (gebouwd 1526)

## Geboren
- 25 januari - Adolf van Sleeswijk-Holstein-Gottorp, Duits edelman
- januari - Rafael Bombelli, Italiaans wiskundige
- 18 februari - Carolus Clusius, Zuid-Nederlands geleerde
- 4 maart - Henry Carey, Engels edelman
- 6 april - Dorothea van Regenstein-Blankenburg, Duits edelvrouw
- 9 juni - Elisabeth van Oostenrijk, echtgenote van Sigismund II August van Polen
- 10 juli - Filips III van Croÿ, Nederlands staatsman
- 31 juli - August, keurvorst van Saksen (1553-1586)
- 18 augustus - Claude II van Aumale
- 22 augustus - Adolf van Nassau-Saarbrücken, Duits edelman
- 23 september - Henry Manners, Engels edelman
- 26 september - Wolfgang van Palts-Zweibrücken, Duits edelman
- 30 oktober - Hubertus Goltzius, Zuid-Nederlands humanist en drukker
- 1 november - Catharina van Polen, echtgenote van Johan III van Zweden
- 12 december - Álvaro de Bazán, Spaans vlootcommandant
- Lodewijk Beltrán, Spaans missionaris
- Martín Garzéz, grootmeester van de Orde van Malta
- Kenau Simonsdochter Hasselaer, Noord-Nederlands zakenvrouw
- Päljor Gyatso, Tibetaans geestelijk leider
- Olivier Bart, Zuid-Nederlands schilder (jaartal bij benadering)
- Frans II van Waldeck-Landau, Duits edelman (jaartal bij benadering)

## Overleden
- 19 januari - Isabella van Habsburg (24), echtgenote van Christiaan II van Denemarken
- 23 februari - Diego Colón (46), Spaans conquistador
- 4 maart - Hans Judenkönig (~75), Duits musicus
- 10 maart - Jan III van Mazovië (23), hertog van Mazovië
- 15 maart - Charles Somerset, Engels edelman
- 24 maart - Adolf II van Anhalt (67), Duits edelman
- 30 maart - Mutianus Rufus (54), Duits humanist
- 21 april - Ibrahim Lodi, sultan van Delhi (1517-1526)
- 19 mei - Go-Kashiwabara (61), keizer van Japan (1500-1526)
- 4 augustus - Juan Sebastián Elcano (~39), Spaans ontdekkingsreiziger
- 4 augustus - Hendrik XXXI van Schwarzburg (52), Duits edelman
- 24 augustus - Nicolaas Baechem (~56), Nederlands theoloog
- 29 augustus - Lodewijk II (20), koning van Hongarije en Bohemen (1516-1526)
- 18 oktober - Lucas Vásquez de Ayllón (~48), Spaans conquistador
- 19 oktober - William Willoughby (~44), Engels edelman
- 5 november - Scipione del Ferro (61), Italiaans wiskundige
- 30 november - Giovanni dalle Bande Nere (28), Italiaans militair
- 18 december - Le Chieu Tong (20), keizer van Vietnam (1516-1522)
- 5 december - Godschalk Rosemondt (~46), Zuid-Nederlands theoloog
- 6 december - Hendrik IV van Brunswijk-Grubenhagen, Duits edelman
- Everard van Doerne (~61), Zuid-Nederlands edelman
- Mikołaj Firlej, Pools staatsman
- Elisabetta Gonzaga, Italiaans edelvrouw
- Francisco Hernández de Córdoba, Spaans conquistador
- Phraya Kaeo, koning van Lanna
- Diego Velázquez Tlacotzin, Azteeks leider
- Thomas Stoltzer, Duits componist (jaartal onzeker)